# Vipera latastei
Vipera latastei este o specie de șerpi din genul Vipera, familia Viperidae, descrisă de Bosca 1878. A fost clasificată de IUCN ca specie vulnerabilă.

## Subspecii
Această specie cuprinde următoarele subspecii:
- V. l. latastei
- V. l. gaditana

## Galerie

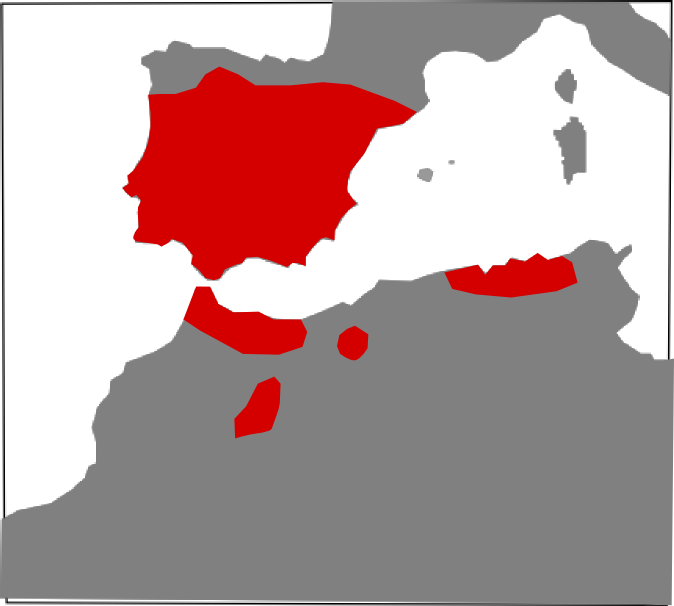